# Водопад Калуђерски скокови
Калуђерски скокови или Калуђерски скок је каскадни водопад, лоциран у источној Србији, на Старој планини, у близини границе са Бугарском. Почиње на надморској висини од 1554 m. Овај новооткривени водопад висок је 232 m, што га чини највишим водопадом у Србији.
Водопад је званично измерио Драгован Стојадиновић Шуле  9. јуна 2012. године, са екипом у саставу: доктор наука Саша Милановић, дипл. инж. хидрогеологије Љиљана Васић  са Рударско-геолошког факултета у Београду, департман за хидрогеологију, као и дипл. инж. хидрогеологије Милорад Кличковић из Завода за заштиту природе Србије.

## Положај
Водопад се налази на Калуђерској реци, притоци Ракитске реке од које даље са Јаворском реком настаје Топлодолска река.
Налази се испод највишег врха Старе планине – Миџор (2.169 m надморске висине). Стара планина је позната по великом броју водопада. Од свих водопада у Србији, више од трећине налази се управо на западној страни Старе планине. Од крова Србије - Миџора на северозападу Старе планине до Сребрне главе на југоистоку, у кањонима и дубодолинама планинских река и потока, налази се више од тридесет водопада. Већи део ових водопада је лоциран на Дојкиначкој и Топлодолској реци и на њиховим притокама.
У непосредној близини водопада, налази се село Топли До. удаљено 33 km од града Пирота. Ово село се налази на територији парка природе Стара планина,  најближе је од свих села под Миџором, И представља једно од најаутентичнијих села на Старој планини.

## Изглед водопада
Водопад Калуђерски скокови спада у групу каскадних водопада. Састоји се од низа мањих водопада, који су стрмим каскадама повезани у јединствену целину, са хипсометријском разликом од 232 m. Овај природни хидрографски објекат почиње на висини од 1554 m надморске висине и преко двадесет већих и мањих каскада се спушта на коту 1322 m надморске висине. Неке од каскада су готово потпуно вертикалне (80°-90°), док је већи број њих под нагибом од 55° до 60°. Хоризонтално удаљење од прве до последње тачке мерења износи 404 m.

## Доступност водопада
За обилазак овог места, потребно је скоро целодневно планинарење, а до њега се једним делом долази пробијајући се и кроз веома стрме и ризичне усеке и најнеприступачније пределе Старе планине, кроз које је могуће пробити се само у доба када још нема много вегетације. Управо зато је најпогодније време за посету овог хидрографског објекта рано пролеће. У том делу године се снег са највиших делова Старе планине још увек топи и тада цео овај предео обилује водопадима. У току лета, окружење водопада зараста у густу вегетацију, што уз стрме стране представља препреку чак и искусним планинарима. Због велике неприступачности терена, водопад  је могуће посетити само са пуном планинарском опремом.

## Галерија 2022.г.
- Поглед одоздо
- Подножје
- Детаљи
- Поглед низ воду